# Iosif Żygariew
Iosif Siemionowicz Żygariew (ros. Иосиф Семёнович Жигарев; ur. 9 września?/22 września 1906 we wsi Pawłowka w obwodzie smoleńskim, zm. 29 listopada 1983 w Mińsku) – radziecki generał porucznik artylerii, Bohater Związku Radzieckiego (1945).

## Życiorys
Urodził się w rodzinie chłopskiej. Miał wykształcenie niepełne średnie, pracował jako kierownik czytelni, od 1928 służył w Armii Czerwonej, w 1930 przyjęto go do WKP(b). W 1932 ukończył moskiewską szkołę artylerii, a w 1941 kursy doskonalenia kadry dowódczej, od lipca 1941 uczestniczył w wojnie z Niemcami w składzie brygady artylerii 47 Armii, 1944–1945 walczył na 1 Froncie Białoruskim w stopniu pułkownika jako dowódca brygady. We wrześniu 1944 brał udział w walkach w rejonie Magnuszewa i Puław oraz w zajęciu przez Armię Czerwoną Pragi, a w kwietniu 1945 w operacji berlińskiej i m.in. zajęciu Wriezen. 
11 lipca 1945 otrzymał stopień generała majora artylerii, w 1954 ukończył Wyższe Kursy Akademickie przy Wojskowej Akademii Artylerii, w 1964 został zwolniony do rezerwy w stopniu generała porucznika artylerii. 
Został pochowany na Cmentarzu Wschodnim w Mińsku.

## Odznaczenia
- Złota Gwiazda Bohatera Związku Radzieckiego (31 maja 1945)
- Order Lenina
- Order Czerwonego Sztandaru (dwukrotnie)
- Order Suworowa II klasy
- Order Kutuzowa II klasy
- Order Wojny Ojczyźnianej I klasy (dwukrotnie)
- Order Czerwonej Gwiazdy
- Medal „Za zwycięstwo nad Niemcami w Wielkiej Wojnie Ojczyźnianej 1941–1945”
- Medal „Za obronę Moskwy”
- Medal „Za wyzwolenie Warszawy”
- Medal „Za zdobycie Berlina”
- Medal „Weteran Sił Zbrojnych ZSRR”
- Medal za Odrę, Nysę, Bałtyk (Polska Ludowa)